# Середич, Иосиф Павлович
Иосиф Павлович Середич (белор. Іосіф Паўлавіч Сярэдзіч; род. 1 октября 1949, Пинский район) — белорусский журналист и общественный деятель, основатель и главный редактор белорусской газеты «Народная воля».

## Биография
Родился на Пинщине. Журналистикой занимается с 1967 года. Окончил факультет журналистики Белорусского государственного университета и Академию общественных наук при ЦК КПСС.
С мая 1990 по январь 1996 — депутат Верховного Совета Беларуси 12 созыва. С 1990 по 1995-й годы занимал должность главного редактора «Народной газеты» — органа Верховного Совета. Газета занимала центристскую позицию.
17 марта 1995 уволен с должности. незаконным указом № 113 президента Лукашенко (правом назначать редактора парламентской газеты обладал лишь Верховный Совет).
С 1995 года — главный редактор независимой газеты «Народная воля».

## Награды
- 2007 год, лауреат премии «За преданность принципам свободы слова». Награда основана в 2005 году Общественным объединением 'Белорусская ассоциация журналистов' совместно с Норвежским ПЕН-центром и норвежской правозащитной организацией 'Дом прав человека'[2].